# هم‌چگالی
لایه‌های هم‌چگالی یا هم‌چگال (انگلیسی: Isopycnal) لایه‌هایی در اقیانوس هستند که بر اساس چگالی آن‌ها لایه‌بندی شده‌اند و می‌توان با اتصال نقاط دارای چگالی ویژه یا چگالی پتانسیل یکسان، هر لایه را به شکل یک خط بر روی نمودار نشان داد. همانند نحوه استفاده از خطوط تراز در نقشه‌های توپوگرافی برای کمک به تجسم توپوگرافی سطح، لایه‌های هم‌چگالی نیز اغلب به صورت گرافیکی نمایش داده می‌شوند تا به تجسم «لایه‌های» آب در اقیانوس یا گازهای موجود در جوّ زمین کمک کنند.

## اقیانوس‌نگاری
توده‌های آب در اقیانوس‌ها با ویژگی‌های خود مشخص می‌شوند. عواملی مانند چگالی، دما و شوری همگی می‌توانند برای شناسایی این توده‌ها و منشأ آن‌ها و همچنین جایگاه آن‌ها در ستون آب به‌کار روند. عامل چگالی نقش بزرگی در لایه‌بندی اقیانوس‌ها دارد. در یک پهنه آب، با افزایش عمق، چگالی نیز افزایش می‌یابد؛ توده‌های آبی با بیشترین چگالی در پایین و توده‌های با کمترین چگالی در بالا قرار دارند. به‌طور معمول، چگالی آب شیرین گرم کمتر از آب شور سرد است، بنابراین آب سردتر به زیر آب گرم‌تر فرو خواهد رفت. خطوط هم‌چگالی برای نمایش این توزیع عمودی آب استفاده می‌شود. تغییرات دما و شوری در امتداد خطوط هم‌چگالی را می‌توان با ویژگی تندی توصیف کرد. این کار باعث ایجاد لایه‌های قابل تشخیص آب با خواص فیزیکی متفاوت می‌شود که به آن لایه‌بندی آب می‌گویند.

## هواشناسی
در هواشناسی، از خطوط هم‌چگالی برای نمایش لایه‌های مختلف گازها در جوّ استفاده می‌شود. در جوّ، درجات مختلف رطوبت، دما و فشار، چگالی هوا را تغییر می‌دهد. خطوط هم‌چگالی به همان اندازه که در اقیانوس‌شناسی به‌کار می‌روند، در هواشناسی مورد استفاده قرار نمی‌گیرند؛ زیرا برخلاف لایه‌های آب، تغییرات چگالی مشاهده‌شده در جوّ معمولاً تدریجی است. در این موارد، هم‌چگالی‌ها کمتر مرتبط و مورد استفاده هستند، زیرا هیچ ویژگی مشخص و قابل توجهی را نشان نمی‌دهند.